# Gonidomus sulcatus
Gonidomus sulcatus é uma espécie de gastrópode da família Streptaxidae.
É endémica da Maurícia. 